# Bayonville
 Bayonville  es una población y comuna francesa, en la región de Champaña-Ardenas, departamento de Ardenas, en el distrito de Vouziers y cantón de Buzancy.
Está integrada en la Communauté de communes de l'Argonne Ardennaise.

## Demografía
| 360 | 412 | 403 | 364 | 512 | 537 | 521 | 529 | lac. | lac. | 489 | 453 | 464 | 418 | 392 | 397 | 380 | 337 | 330 | 315 | 220 | 234 | 227 | 219 | 200 | 214 | 223 | 200 | 171 | 142 | 127 | 106 | 119 | 116 |
| Para los censos de 1962 a 1999 la población legal corresponde a la población sin duplicidades (Fuente: INSEE [Consultar]) |     |     |     |     |     |     |     |      |      |     |     |     |     |     |     |     |     |     |     |     |     |     |     |     |     |     |     |     |     |     |     |     |     |

## Lugares de interés
En la aldea de Landreville, se encuentra el Castillo de Landreville, del siglo XVI, clasificado como Monumento histórico.